# La Fête du 14 juillet à Paris
La Fête du 14 juillet à Paris est un tableau réalisé par le peintre néerlandais Vincent van Gogh durant l'été 1886.

## Description
Cette huile sur toile de format vertical est un paysage urbain qui représente des Parisiens dans une rue pavoisée à l'occasion de la fête nationale française. 
L'œuvre est conservée à la Villa Flora, à Winterthour, en Suisse.

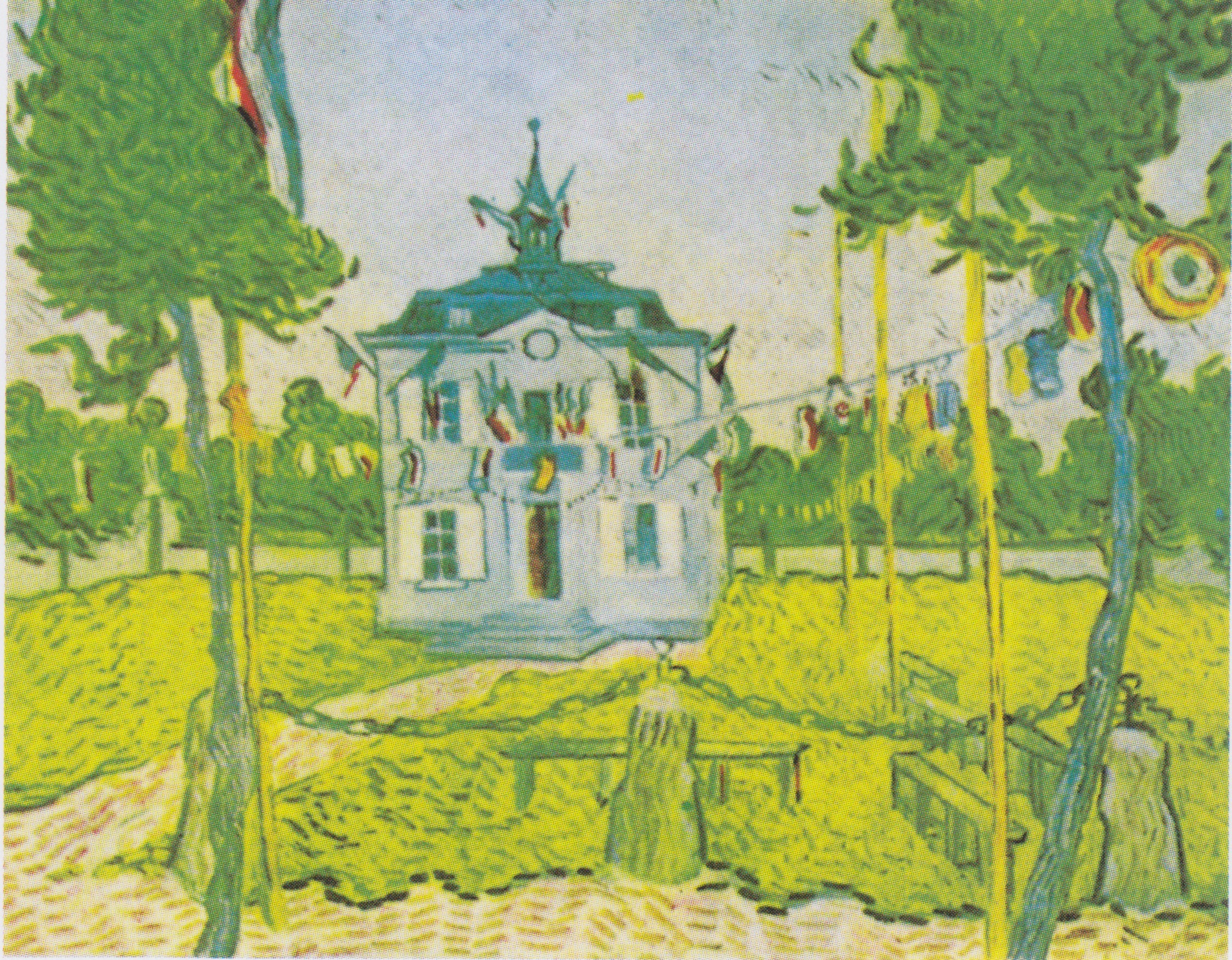
La Mairie d'Auvers-sur-Oise le 14 juillet, 1890 – Collection privée, Chicago.